# Thelocarpon saxicola
Thelocarpon saxicola är en lavart som först beskrevs av Alexander Zahlbruckner, och fick sitt nu gällande namn av Hugo Magnusson. Thelocarpon saxicola ingår i släktet Thelocarpon och familjen Thelocarpaceae.  Arten är reproducerande i Sverige. Inga underarter finns listade i Catalogue of Life.